# Damaskusaffäre

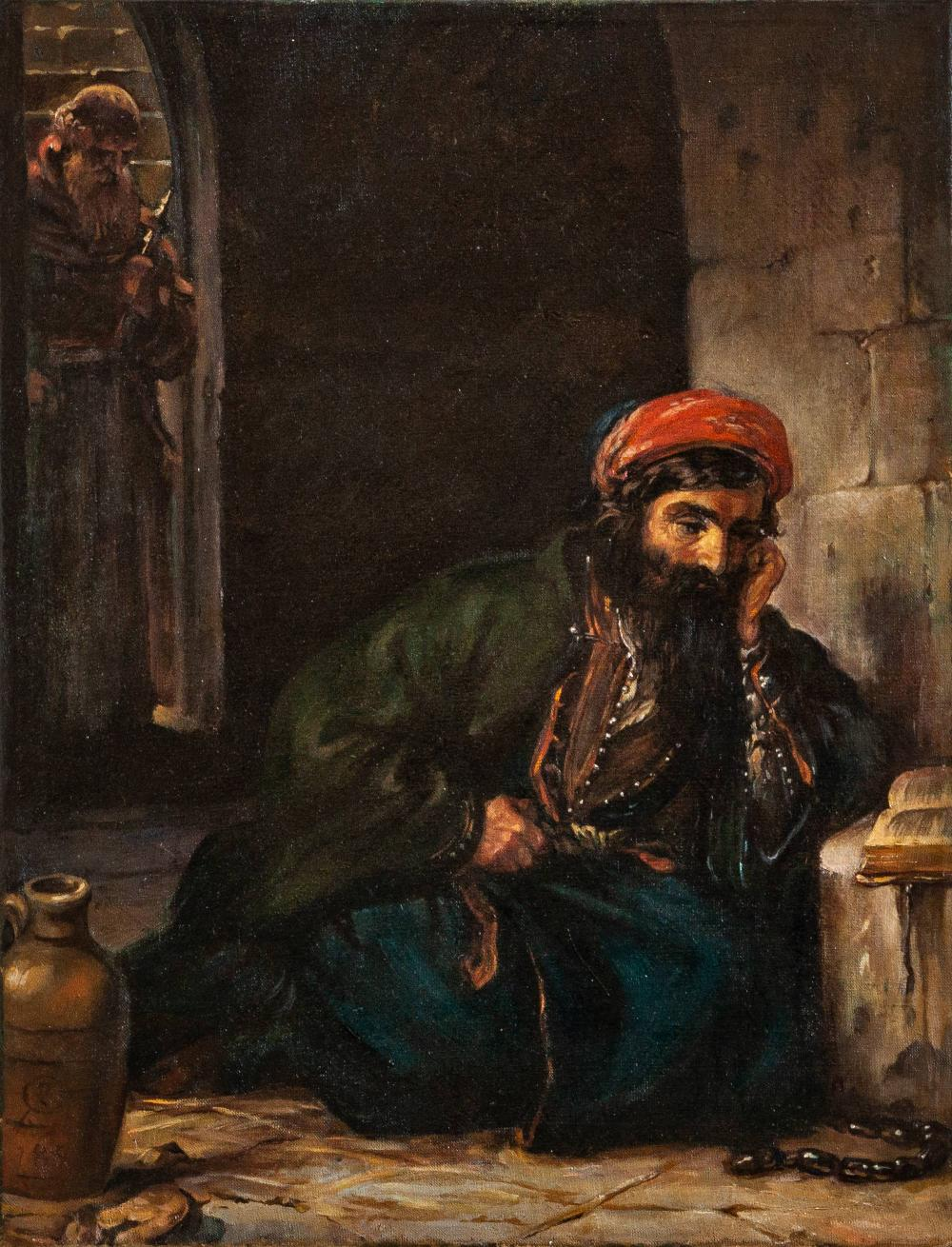
Moritz Daniel Oppenheim: Jüdischer Gefangener in der Damaskusaffäre (Gemälde 1851).

Die Damaskusaffäre war eine Ritualmordanklage gegen in Damaskus lebende Juden im Jahr 1840. Sie bewegte monatelang die internationale Öffentlichkeit, führte zu komplexen diplomatischen Konflikten zwischen europäischen Großmächten, dem Osmanischen Reich und ihren Vertretern im Nahen Osten und hatte weitreichende Folgen für die Lage, das Selbstverständnis und die Organisationen jüdischer Gemeinschaften dort und in Europa.

## Anlass
Am 5. Februar 1840 wurden der aus Sardinien stammende Guardian eines Kapuzinerklosters in Damaskus, Pater Tomaso, und sein Diener – ein Muslim – von ihren Ordensbrüdern als vermisst gemeldet. Sie gingen von einem Mord aus und forderten den für die Katholiken Syriens zuständigen französischen Konsul Ratti-Menton auf, nach den Mördern zu suchen. Sie vermuteten diese unter den Juden der Stadt, da einige Bewohner des jüdischen Viertels ausgesagt hatten, Tomaso sei dort am Vorabend seines Verschwindens gesehen worden.
Der Pater war als Gelegenheitsarzt und Verkäufer von Arzneimitteln unter Juden wie Muslimen der Stadt gut bekannt. Es heißt, ein türkischer Kaufmann habe Tage zuvor einen Streit zwischen ihm und einem türkischen Maultierhändler beobachtet, bei dem der Pater den Islam verflucht habe. Der Muslim habe sich in Rage geredet und gesagt: „Dieser Hund eines Christen wird durch meine Hand sterben.“ Der Zeuge sei kurz darauf erhängt aufgefunden worden.
Vor allem der Ordensbruder Pater Tusti, ein fanatischer Judenfeind, beschuldigte die Juden der Stadt, beide Männer ermordet zu haben, da sie das Blut der Vermissten für das in sechs Wochen bevorstehende Pessachfest benötigen würden.

## Verfahren
Der französische Konsul hielt den Vorwurf für begründet und übergab die Untersuchung des Falls dem örtlichen Gouverneur Sherif Pascha. Dieser ließ einen jüdischen Barbier namens Salomon Negrin foltern, bis dieser aussagte, er habe den Pater und seinen Diener am Tag ihres Verschwindens in ein jüdisches Haus gehen sehen. Daraufhin wurden zunächst acht der am meisten geachteten Juden des Viertels festgenommen. Mit Folter, Erpressung und Bestechung versuchte man, sie zum Geständnis des angeblichen Verbrechens zu bewegen. Einer der Inhaftierten, ein 80-Jähriger, starb unter den Strapazen. Ein weiterer trat zum Islam über. Die übrigen legten nicht das gewünschte Geständnis ab. Daraufhin ließ Sherif Pascha auf Geheiß des französischen Konsuls Benoît Ulysse de Ratti-Menton 63 jüdische Kinder als Geiseln festnehmen, um deren Eltern zum Einlenken zu bewegen. Er ersuchte den ihm übergeordneten Generalgouverneur von Ägypten, Muhammad Ali Pascha, um Erlaubnis, ihre Väter hinzurichten.

## Ausweitungen
Im ganzen Nahen Osten kam es mittlerweile zu Ausschreitungen gegen jüdische Gemeinden. In Damaskus selbst stürmte eine aufgehetzte Menge die Synagoge und verbrannte die Torarollen. Die jüdischen Gemeinden in Europa und Nordamerika wurden aktiv, um ihren bedrohten Glaubensbrüdern zu helfen. Öffentliche Treffen und Demonstrationen fanden in London, Paris, New York und Philadelphia statt.
Besonders der Franzose Adolphe Crémieux erreichte schließlich, dass die britische Regierung unter Lord Palmerston sich einschaltete. Außer den Briten trat vor Ort nur der österreichische Konsul von Damaskus, Merlatto, für die inhaftierten Juden ein. Er erhob schwere Beschuldigungen gegen Benoît Ulysse de Ratti-Menton, welche Heinrich Heine in seiner Pariser Kolumne Lutezia unter dem 7. Mai 1840 wie folgt kommentierte:

„Die heutigen Pariser Blätter bringen einen Bericht des k.k. österreichischen Konsuls zu Damaskus an den k.k. österreichischen Generalkonsul in Alexandria, in bezug der Damaszener Juden, deren Martyrtum an die dunkelsten Zeiten des Mittelalters erinnert. [...] Der französische Konsul in Damaskus, der Graf Ratti Menton, hat sich Dinge zu schulden kommen lassen, die hier einen allgemeinen Schrei des Entsetzens erregten. Er ist es, welcher den occidentalischen Aberglauben dem Orient einimpfte, und unter dem Pöbel von Damaskus eine Schrift austeilte, worin die Juden des Christenmords bezichtigt werden. Diese haßschnaubende Schrift, die der Graf Menton von seinen geistlichen Freunden zum Behufe der Verbreitung empfangen hatte, ist ursprünglich der Bibliotheca prompta a Lucio Ferrario entlehnt, und es wird darin ganz bestimmt behauptet, daß die Juden zur Feier ihres Passahfestes des Blutes der Christen bedürften.“

Der US-Konsul in Ägypten legte im Auftrag des US-Präsidenten Martin Van Buren förmlich Protest ein. Nach einem Treffen am 3. Juli 1840 mit dem Londoner Bürgermeister wurden Crémieux und zwei weitere Vermittler, der Orientalist Solomon Munk aus Frankreich und Sir Moses Montefiore aus England, am 4. August nach Alexandria gesandt, um eine unabhängige Untersuchung des Falls zu erwirken. Nach wochenlangen Gesprächen mit dem ägyptischen Gouverneur erhielten sie am 28. August dessen Zusage, die Gefangenen bedingungslos freizulassen und deren Unschuld öffentlich anzuerkennen. Danach reisten sie nach Konstantinopel und erhielten auch dort vom Sultan eine offizielle Erklärung, dass die Anklage auf Ritualmord haltlos sei. Vier der nun 13 Hauptangeklagten waren jedoch inzwischen im Gefängnis verstorben. Die Leichen Pater Tomasos und seines Dieners wurden nie gefunden.

## Wirkungen
Die Affäre zeigte den jüdischen Gemeinden ihre Gefährdung und Isolation in den Großmächten und deren auf fremdem Terrain ausgetragenen Interessengegensätzen. Dies bewirkte ein stärkeres Zusammenrücken und eine große internationale Solidarisierungswelle: So protestierten 15.000 amerikanische Juden in sechs Großstädten der USA für die Freilassung der syrischen Glaubensbrüder. Noch während der Affäre wurden einige zum Teil bis heute bestehende internationale jüdische Zeitungen gegründet, um eine Gegenöffentlichkeit zu schaffen. 1860 gründeten französische Juden unter dem Eindruck der Damaskusaffäre und des Falles Mortara die Alliance Israélite Universelle.
Die Affäre war der Auftakt für die in islamischen Gesellschaften bis dahin unbekannten, nun aber auch hier häufiger vorkommenden Ritualmordbeschuldigungen gegen Juden. Diese wurden dort jedoch fast immer von christlichen Minderheiten aufgebracht.
Der syrische Verteidigungsminister Mustafa Tlass hat 1984 ein Buch The Matzah of Zion veröffentlicht, in dem er den Ritualmordvorwurf gegen Juden mit Bezug auf die Damaskusaffäre erneut bekräftigte. In einem Interview mit TeleLiban TV am 3. Januar 2007 griff der libanesische Schriftsteller Marwan Chamoun die Legende vom damaligen Ritualmord erneut auf:

„Ein Priester wurde in Gegenwart zweier Rabbis im Zentrum von Damaskus in der Wohnung eines engen Freundes des Priesters, des Oberhaupts der jüdischen Gemeinde der Stadt - Daud Al-Harari - abgeschlachtet. Nachdem er geschlachtet worden war, wurde sein Blut eingesammelt, und zwei Rabbis nahmen es an sich. Warum? Damit sie ihren Gott anbeten konnten, denn durch das Trinken von menschlichem Blut konnten sie Gott näher kommen.“